# Bölarp
Bölarp este o arie protejată (arie specială de conservare — SAC, sit de importanță comunitară — SCI) din Suedia întinsă pe o suprafață de 7,4 ha, integral pe uscat.

## Localizare
Centrul sitului Bölarp este situat la coordonatele 56°34′31″N 13°10′25″E / 56.5752°N 13.1735°E.

## Înființare
Situl Bölarp a fost declarat sit de importanță comunitară în decembrie 1995 pentru a proteja un număr necunoscut de specii din flora spontană și fauna sălbatică aflate în arealul zonei. Situl a fost protejat și ca arie specială de conservare în martie 2011.

## Biodiversitate
Situată în ecoregiunea continentală, aria protejată conține 4 habitate naturale: Formațiuni ierboase bogate în specii de Nardus, dezvoltate pe substraturi silicioase în zone montane (și în zone submontane, în Europa continentală), Pajiști uscate europene, Pajiști umede nord-atlantice cu Erica tetralix, Mlaștini turboase de tranziție și turbării mișcătoare.
La baza desemnării sitului se află un număr nedeclarat de specii protejate.